# Senegal en los Juegos Paralímpicos de París 2024
Senegal estuvo representado en los Juegos Paralímpicos de París 2024 por cuatro deportistas masculinos. El equipo paralímpico senegalés no obtuvo ninguna medalla en estos Juegos.